# Exército da Finlândia
O Exército Finlandês (em finlandês: Maavoimat; em sueco: Armen) é o ramo terrestre das Forças de Defesa da Finlândia. O exército toma por base suas províncias (Finlândias Meridional, Oriental, Ocidental e a Lapônia, por vezes também chamada de "Finlândia do Norte") para melhor subdividir seus Regimentos e Brigadas. Em tempos de guerra, a divisão é feita por base nas Divisões Operacionais e Regionais.
As origens do Exército se remontam por volta de 1881 e 1901, quando a Finlândia ainda era uma parte autônoma do Império Russo, sendo assim, denominada Grão-ducado da Finlândia. O grão-ducado herdou seu sistema de colocação (ruotujakolaitos) da organização militar da Suécia. No entanto, por décadas, as regras russas não requeriam o serviço militar na Finlândia - operações e defesa interna foram mais requeridas pelas tropas russas. Como resultado, os benefícios oficiais de seus sistema de colocação tornaram-se, praticamente pensionistas, com o pagamento sendo baseado na disponibilidade passiva, não no serviço atual. Passando pela Revolução Russa de 1917, o exército da Finlândia lutava e possuía seus sistemas táticos próprios até a independência da República da Finlândia ser oficialmente reconhecida em 3 de janeiro de 1918.
Desde então, o Exército finlandês participou de diversas guerras importantes no globo terrestre como as Guerras de Inverno, da Continuação e da Lapônia, tendo esta última eclodido com a Segunda Guerra Mundial, refletindo na tensão entre a União das Repúblicas Socialistas Soviéticas e a Alemanha.
Hoje em dia, a conscrição é oficialmente legalizada pelo Governo da Finlândia e sua comandante atual é Ilkka Aspara, que sucedeu Olli-Matti Multamäki em 1º de janeiro de 2007. Atualmente, o exército é constituído de secções: a infantaria, a artilharia de campo, artilharia antiaérea e engenharia militar.

## História
Entre 1809 e 1917 a Finlândia era uma parte autônoma do Império Russo como Grão-ducado da Finlândia. Entre 1881 e 1901 o Grão-ducado possuía seu próprio exército. Antes de outras unidades militares também serem formadas, a Finlândia permanecia sob o controle da Suécia.
O grão-ducado herdou seu sistema de colocação (ruotujakolaitos) da organização militar da Suécia. No entanto, por décadas, as regras russas não requeriam o serviço militar na Finlândia - operações e defesa interna foram mais requeridas pelas tropas russas. Como resultado, os benefícios oficiais de seus sistema de colocação tornaram-se, praticamente pensionistas, com o pagamento sendo baseado na disponibilidade passiva, não no serviço atual.
Durante as Guerras Napoleônicas três regimentos de 1.200 homens foram formados na Finlândia e Corpos Topográficos em Hamina. Em 1821 os Corpos Topográficos foram transformados em escolas de cadetes oficiais. Em 1829 um dos batalhões de treinamento foram transformados no Batalhão da Guarda Jovem, na Guarda Finlandesa.
Durante a Guerra da Crimeia, em 1854, a Finlândia criou nove batalhões de artilharia, baseado em seu sistema rotativo. A conscrição foi um assunto polêmico no país em 1878. A Guarda Finlandesa lutou na Polônia em 1830 e participou da Guerra Russo-Turca (1877–1878), tendo, após estas batalhas, ganha a posição de "Antiga Guarda do Império Russo".
O exército da Finlândia foi, gradualmente, se extinguindo durante os "anos de opressão" (Russificação da Finlândia) após a virada do século. Como os conscritos finladeses se recusaram a servir no Exército russo, a conscrição acabou na Finlândia e foi substituída pelo aumento dos impostos no Senado finlandês e na tesouraria imperial.
Na virada do século XX, o Império Russo estava a enfraquecer, e isto foi refletido na capacidade das tropas russas manter a ordem pública. Organizações de defesa voluntária disfarçaram-se como bombeiros que foram formadas por pessoas filandesas, especialmente durante as greves após a Guerra Russo-Japonesa.
Havia Guardas Vermelhas socialistas conservadoras, Guardas de Proteção anti-socialistas (ou "Guardas Brancas"). Também, durante a Primeira Guerra Mundial, ativistas, secretamente viajaram à Alemanha para receber treinamento militar e ser treinados como tropas Jaeger (jääkärit).
Após a independência e o início da Guerra Civil Finlandesa, o governo Branco declarou as Guardas Brancas como as tropas do governo e a guerra foi realizada entre as Guardas Vermelhas (apoiada pelos comunistas russos) e Brancas (adicionada aos Jaegers e apoiada pelo Império Alemão). Após a guerra, em 1919, as Guardas de Proteção tornaram-se organizações separadas. Portanto, estritamente falando, não houve continuidade entre as Guardas Brancas, na qual se tornou uma organização voluntária, e o exército finlandês, no qual foi um exército baseado na conscrição. No entanto, os Jaegers ganharam importantes posições no exército e táticas e princípios alemães foram adotados.

### Guerra de Inverno
O exército finlandês consistia de 9 divisões de terreno, 4 brigadas e um número indeterminado de pequenos batalhões e companhias no início da Guerra de Inverno de 1939. O exército foi organizado em três "Corpos" Os Corpos II e III foram organizados no Exército do Ístimo, no qual localizado no Istmo da Carélia, a localização foi favorável no principal Ataque Soviético. O Corpo IV defendeu a área do norte da Lago Ladoga. A defesa do resto da fronteira até Petsamo pelo Oceano Glacial Ártico foi dado ao Grupo do Norte da Finlândia que consistiu de um punhado de batalhões independentes.

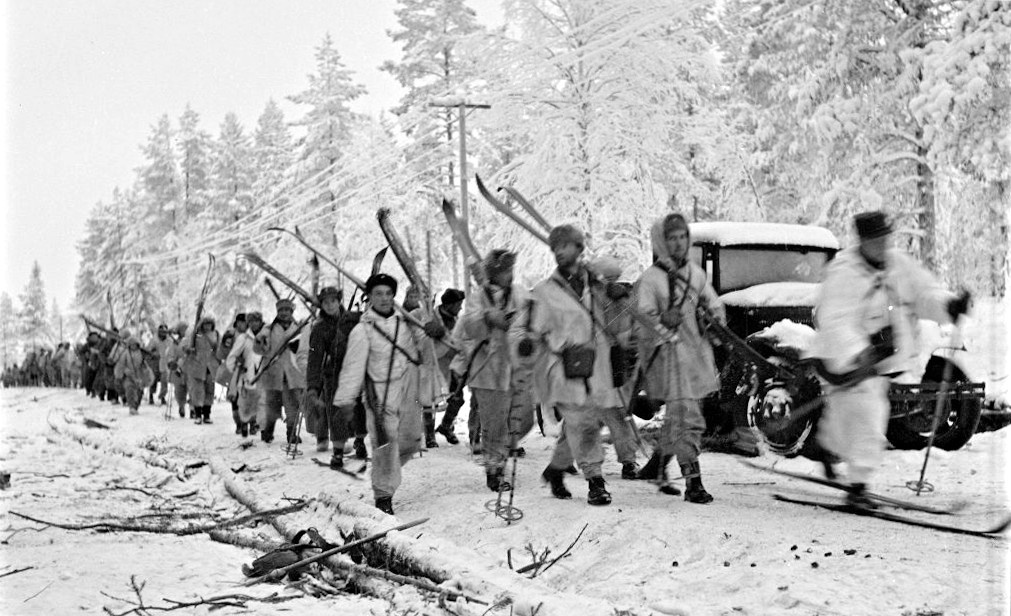
Tropas finlandesa marchando na 163ª Divisão Russa.

A fim de organizar substituições para as unidades, uma Brigada de Campo de Substituições (Kenttätäydennysprikaati, KT-Pr) nova foi formada. Porém, devido a severidade dos ataques soviéticos, os batalhões tiveram de ser usados como tropas de combate. Além disso, três Divisões de Substituição (1.Koti.TD - 3.Koti.TD) foram formadas a partir de disposições reservistas. Como a situação piorou, as 1ª e 2ª Divisões de Substituição foram reformadas nas 21ª e 23ª Divisões e enviadas para combater na frente em 19 de dezembro. A segunda Divisão de Substituição foi empregada como regimento individual ao norte da Finlândia.

### Guerra da Continuação
A Operação Barbarossa havia se iniciado no norte do Mar Báltico nas tardias horas de 21 de junho de 1941, quando mineradores alemães, no qual tinham sido se escondido num arquipélago finlandês, estabeleceram dois campos minados em todo o Golfo da Finlândia. Esses mineradores finalmente se relevaram suficientes para limitar a Frota Soviética do Báltico para a parte oriental do Golfo da Finlândia. Mais tarde, na mesma noite, navios bombardeios alemães passaram longe do golfo da Finlândia e foram chegar em Leningrado extraindo metais do rio Neva. Na viagem de volta, esses bombardeios desembarcaram em um campo de pouso para abastecimento em Utti. A Finlândia esteve assuatada com o fato de a União Soviética ocupar Åland, então, a Operação Kilpapurjehdus ("Regata") foi lançada no início de 22 de junho de 1941 para ocupar Åland para a Finlândia definitivamente. Navios bombardeios soviéticos lançaram bombas contra os navios Finlandeses durante a operação, porém nenhum dano foi infligido. Submarinos finlandeses também instalaram seis campos minados entre as 8 e as 10 horas entre Suursaari e a costa da Estônia de acordo com os planos defensivos pré-guerra de ambos Finlândia e Estônia.

### Guerra da Lapônia

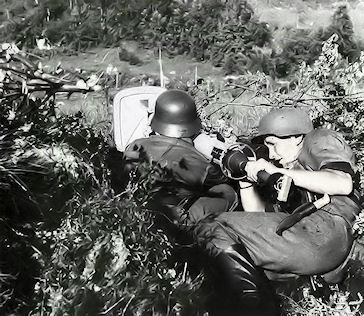
O grupo militar denominado "Terror Blindado" entra em ação na Guerra da Lapônia, por volta de 1945.

Desde junho de 1941, a Alemanha e a Finlândia estiveram envolvidas em uma guerra com a União Soviética, co-operando estreitamente na Guerra da Continuação. Já no verão de 1943, o comando superior da Alemanha começou a fazer planos para evitar a evendualidade de a Finlândia fazer um acordo separado de paz com a União Soviética. Os alemães planejaram ordenar suas forças em direção ao norte, a fim de proteger suas minas de níquel em Petsamo.
Durante o verão de 1943-1944, os alemães melhoraram as estradas que iam ao norte da Noruega ao norte da Finlândia por uso extensivo de trabalho como prisioneiro de guerra. Vítimas, juntamente com os prisioneiros foram levados ao norte, devido, em parte, ao fato de muitos prisioneiros de guerra terem sido capturados no sul da Europa e ainda estarem em uniformes de verão. Além disso, os alemães acumularam estoques de lojas na região, assim podeiram suportar o frio. Assim, eles estavam prontos em setembro de 1944, quando a Finlândia declarou o Armistício de Moscou com a União Soviética.

## Organização Atual
O exército é organizado em quatro Províncias Militares: sul, oeste, leste e norte. As províncias militares são responsáveis pela defesa terrestre. A quatro províncias estão dividas em quatro oficinas regionais ou províncias militares regionais na quais são responsáveis pela conscrição, organizando a defesa local e auxiliando em organizações de defesa voluntárias. O exército é comandado por Ilkka Aspara, que sucedeu Olli-Matti Multamäki em 1º de janeiro de 2007. A logística é centralmente planificada pelo Comando Material do Exército, no qual tem um Regimento de Logística em cada Provínicia Militar.

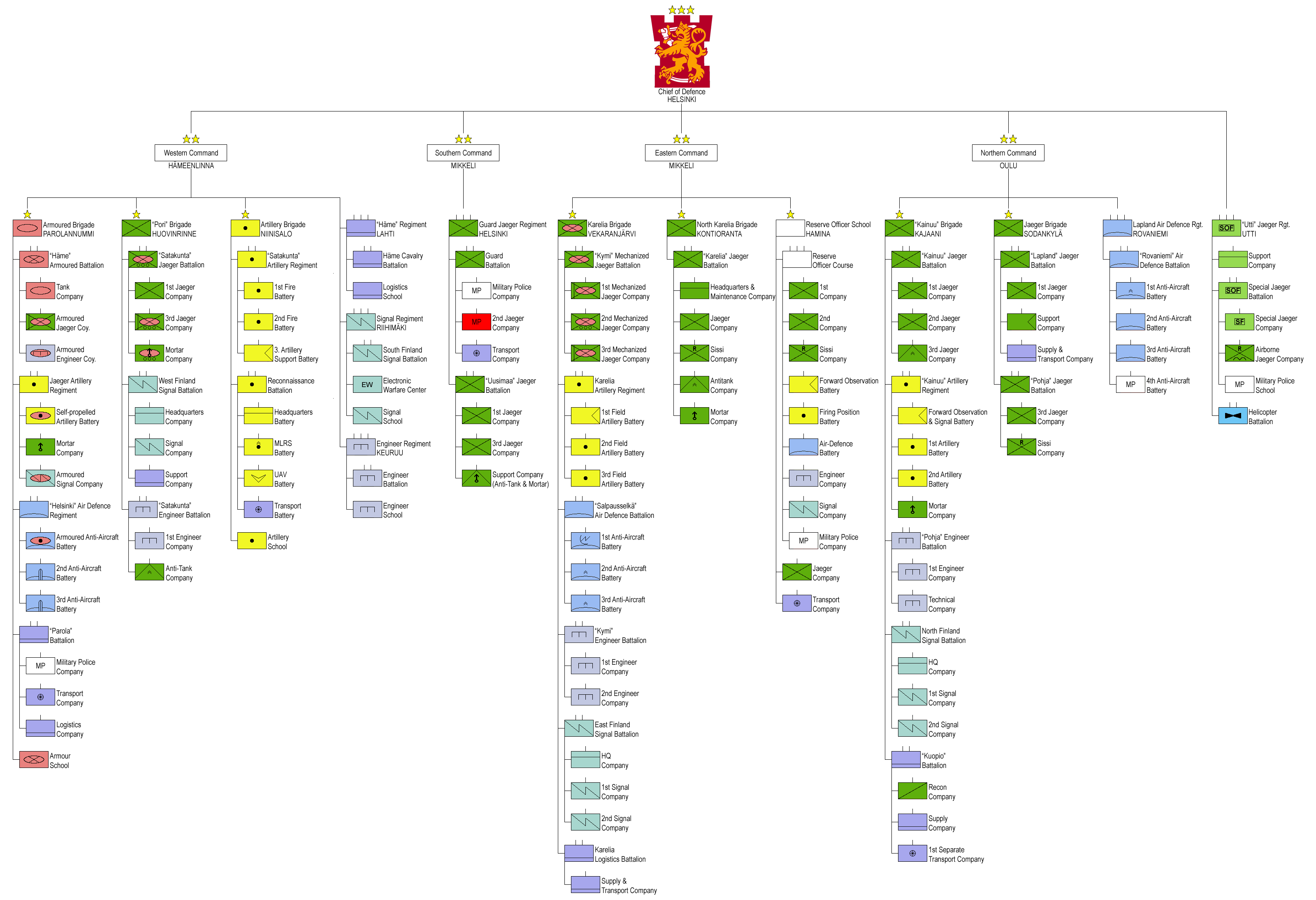
Organização completa do Exército Finlandês em tempos de paz. (em inglês)

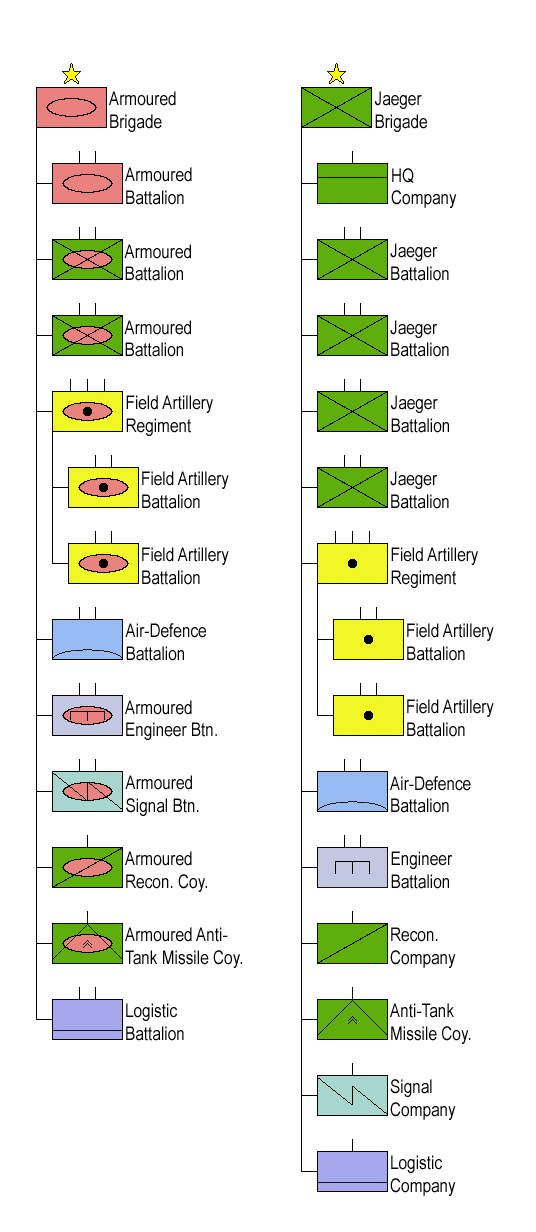
Organização completa do Exército Finlandês em tempos de guerra. (em inglês)

Província Militar da Finlândia Meridional
- Regimento da Guarda Jaeger
- Regimento de Logística da Finlândia Meridional

Província Militar da Finlândia Ocidental
- Brigada Blindada
- Regimento Häme
- Regimento de Sinais
- Brigada de Pori
- Brigada de Artilharia
- Regimento Engenheiro
- Regimento de Logística da Finlândia Ocidental

Província Militar da Finlândia Oriental
- Brigada de Carélia
- Escola Oficial de Reserva
- Brigada da Carélia do Norte
- Regimento de Logística da Finlândia Oriental

Província Militar da Finlândia do Norte
- Brugada Kainuu
- Brigada Jaeger
- Regimento de Defesa Aérea da Lapônia
- Regimento de Logística da Finlândia do Norte

O Regimento de Jaeger Utti, no qual treina a Para Jägers e Jaegers Especial está diretamente sob o Comando do Exército. Desde 1998, a anfíbia Brigada Uusimaa é parte da Marinha da Finlândia.

### Organização em tempos de guerra

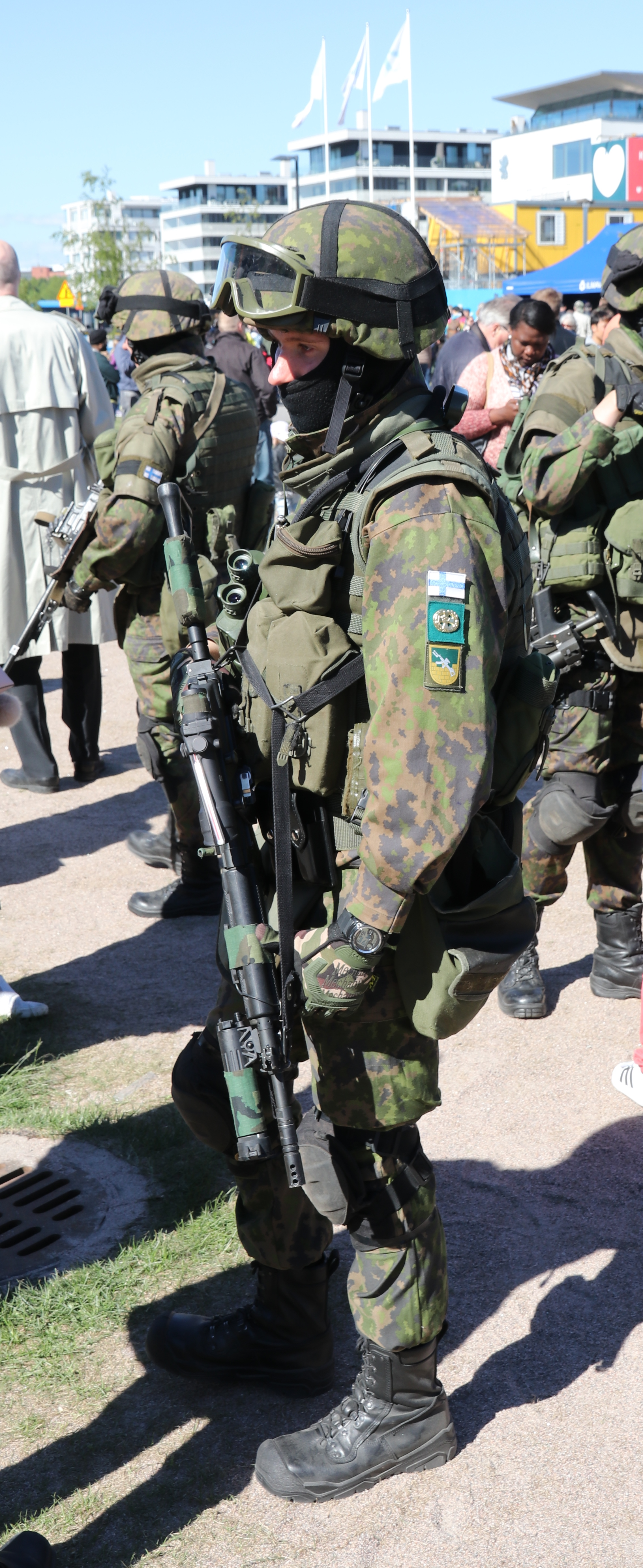
Soldados finlandeses.

Em tempos de guerra, o exército é composto pelas Brigadas Jäger, Infantaria e Guerras Blindadas. As brigadas Jaeger e intantaria servem em propósitos diferentes em tempos de guerra, sendo os Jaegers mais móveis enquanto a infantaria sendo equipada com equipamentos mais antigos. Três das brigadas Jaeger são brigadas de prontidão especial com uma rápida capacidade de reação. Estes são exércitos mais móveis e mais saudáveis do que as brigadas ordinárias Jaeger, e possuem uma proporção pessoal regular mais alta do que reservista; não há brigadas de prontidão para cada um dos três comandos territoriais da Finlândia.
A força do Exército em tempos de guerra é de 237.000 pessoas, na qual 61.000 estão em Unidades Operacionais e 176.000 são em Unidades Regionais.
Unidades operacionais
- 3 Brigadas de Prontidão (tipo Brigadas Jaeger de 2005)
- 2 Brugadas Jaeger (tipo Brigada Jaeger de 1991
- 2 Grupos de Batalha Mecanizados
- 2 Grupos de Batalha Monitorizados
- 1 Batalhão de Helicópteros
- 1 Batalhão de Forças Especiais (Erikoisjääkäripataljoona)
- 1 Formação Antiaérea

Unidades Regionais
- 6 Brigadas de Infantaria (tipo Brigadas de Infantaria de 1980)
- 14 Batalhões Independentes e Grupos de Batalha
- 28 Unidades de Defesa Locais e Unidades Voluntárias de Reserva (Maakuntajoukot)

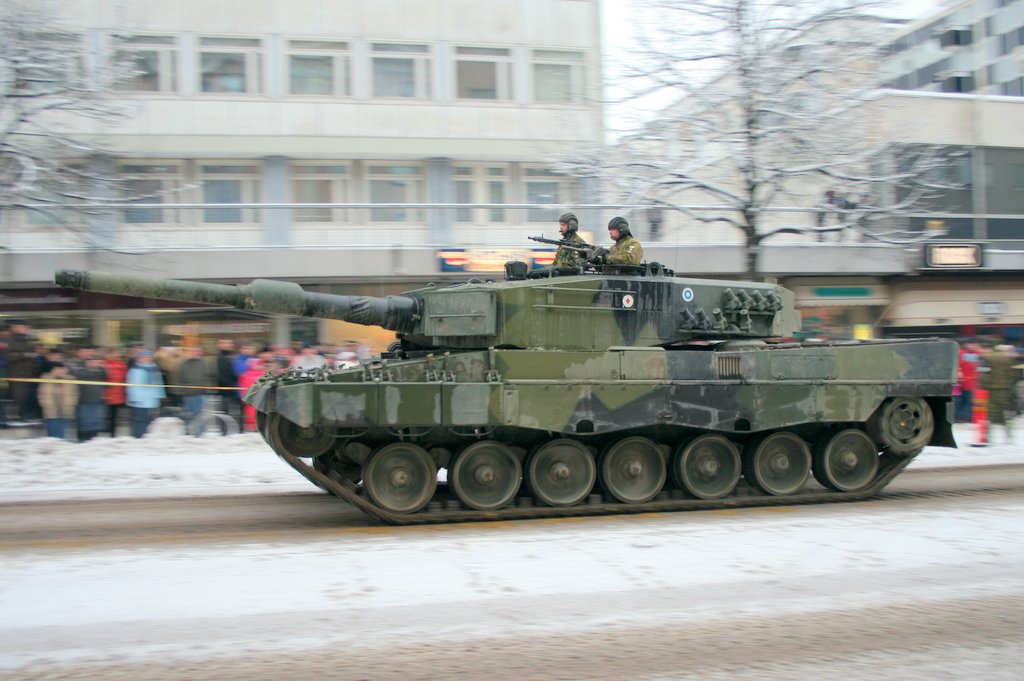
Tanque Leopard 2A4 finlandês na Parada do Dia de Independência.